# 香川進
香川 進（かがわ すすむ、1910年7月15日 - 1998年10月13日）は、昭和期・平成期の日本の歌人。

## 来歴・人物
香川県多度津町出身。多度津中学校（現香川県立多度津高等学校）を経て、1934年神戸商業大学(現神戸大学)卒。在学中の1932年に白日社に入社し、前田夕暮に師事。口語自由律短歌を作る。
三菱商事に入社後、1935年に出張先で現地召集される。1945年友人と東亜交易創立。敗戦後の財閥解体の処理に関わる。1953年木下商店に入り、名古屋支店長や内外炉工業社長を歴任。
戦後は文語定型短歌へと回帰。1953年「地中海」を創刊、主宰。義兄にあたる米田登も参加。門下に小野茂樹、雨宮雅子がいる。1958年『湾』で第4回日本歌人クラブ推薦歌集（現日本歌人クラブ賞）受賞、1973年『甲虫村落』で第7回迢空賞受賞、1992年『香川進全歌集』で第15回現代短歌大賞受賞。

## 著書
- 太陽のある風景 歌集 白日社 1941 詩歌叢書
- 湾 赤堤社 1957 地中海叢書
- 印度の門 桜楓社出版 1961
- 現代歌人論 第1-4 桜楓社出版・南雲堂桜楓社 1961―64
- 甲虫村落 角川書店 1973　のち短歌新聞社文庫
- 鶸、冬の花 香川進歌集 短歌新聞社 1975. 現代歌人叢書
- 前田夕暮の秀歌 短歌新聞社 1975 現代短歌鑑賞シリーズ
- 味覚放浪記 原生林 1981.1
- 人間放浪記 有朋舎 1982.7
- 対談歌人の生涯 短歌新聞社 1983.8
- 湖の歌 歌集 短歌新聞社 1984.10 地中海叢書
- 前田夕暮の旅と歌 秦野市立図書館 1989.3. 郷土文学叢書
- 香川進全歌集 香川進全歌集編纂委員会編 短歌新聞社 1991.7. 地中海叢書
- 続・前田夕暮の旅と歌 秦野市立図書館 1992.3. 郷土文学叢書
- 夕暮の書簡 佐久間晟共著 秦野市立図書館 1993.10. 郷土文学叢書
- 香川進全歌集 2 香川進遺歌集刊行委員会編 短歌新聞社 2004.10 地中海叢書

## 参考
- 日本近代文学大事典